# Miguel Almazán
Miguel Ángel Almazán Quiroz (Città del Messico, 6 maggio 1982) è un ex calciatore messicano, di ruolo difensore.

## Carriera
Ha giocato nella prima divisione messicana.

## Palmarès

### Club

#### Competizioni nazionali
- Campionato messicano: 4

Toluca: Apertura 2002, Apertura 2005, Apertura 2008, Torneo Bicentenario 2010 (Clausura 2010)